# Istituto Karolinska
L'Istituto Karolinska (in svedese Karolinska Institutet) è un'università medica svedese nella città di Solna, a pochi chilometri da Stoccolma, fondata nel 1810.
Si tratta di una delle più importanti istituzioni di educazione universitaria in medicina al mondo. Un comitato dell'istituto seleziona ogni anno i vincitori del Premio Nobel per la medicina. L'Ospedale universitario Karolinska è associato all'università ed è uno dei più importanti centri di ricerca e di apprendimento per le discipline biomediche in Svezia. Si calcola che il 30% della formazione dei medici ed il 40% della ricerca biomedica nazionale svedese siano condotti presso l'istituto. Sebbene la maggior parte dei corsi sia tenuto in svedese, i progetti di dottorato sono realizzati in lingua inglese.
L'istituto è membro della League of European Research Universities (Lega delle università di ricerca europee) e ospita il Comitato Nobel per la fisiologia o la medicina.

## Storia
L'Istituto Karolinska è stato fondato dal re Carlo XIII di Svezia nel 1810 come centro di formazione per chirurghi militari. È la terza scuola medica più antica della Svezia, dopo l'Università di Uppsala (fondata nel 1477) e l'Università di Lund (fondata nel 1666).
Il primo nome che le fu dato fu Medico-Chirurgiska Institutet ("istituto medico-chirurgico"). Nel 1817, il nome proprio suffisso (prefisso in svedese) Karolinska è stato attaccato ad esso in memoria del Karoliner, nome dato ai soldati del re Carlo XIII di Svezia. L'intero titolo era Kongl. Carolinska Medico Chirurgiska Institutet. Nel 1968, il titolo è stato semplificato per Karolinska Institutet (KI) ovvero "Istituto Karolinska".
Secondo le istruzioni testamentarie di Alfred Nobel, l'Istituto Karolinska diventa responsabile della selezione dei vincitori di uno dei cinque premi Nobel, ovvero il premio Nobel per la fisiologia o la medicina dal 1901.
Nel 1880, l'istituto Karolinska ne autorizzò l'accesso alle donne. Così, nel 1884, Karolina Widerström divenne la prima donna ad ottenere una laurea in Medicina presso l'istituto; ha quindi conseguito una laurea in medicina e ha scelto di specializzarsi in medicina e ginecologia femminile. Anna Stecksén è diventata la prima donna a conseguire un dottorato all'università.

## Organizzazione
L'Istituto Karolinska ha 22 dipartimenti di ricerca e medicina comparata, una biblioteca universitaria e un'amministrazione universitaria. Il Karolinska Institutet è diventato uno dei più grandi centri di formazione e ricerca in Svezia, rappresentando il 30 % dell'istruzione medica e oltre il 40 % di tutta la ricerca accademica in medicina e scienze della vita svolta in Svezia.
Nel 2011, in collaborazione con le università di Stoccolma e Uppsala, il Karolinska Institutet ha fondato un laboratorio, SciLifeLab, con attrezzature altamente tecnologiche. L'istituto sta realizzando un nuovo ospedale che centralizza aziende e centri di ricerca, che secondo il responsabile dello sviluppo del progetto "Stockholm Science City" costituisce "l'ospedale più moderno d'Europa".
Dal 2012 al 2016, il Ministero svedese dell'Istruzione e della Ricerca ha condotto una politica di investimenti dedicata alla ricerca medica di cui il Karolinska Institutet è il principale beneficiario seguito dall'Istituto reale di tecnologia (KTH).

## Aree di studio
- Dipartimento di Bioscienze e Nutrizione
- Dipartimento di Biologia Cellulare e Molecolare
- Dipartimento di Sanità pubblica
- Dipartimento di Fisiologia e Farmacologia
- Dipartimento di Scienze Cliniche e Educazione, Södersjukhuset
- Dipartimento di Neuroscienze Cliniche
- Dipartimento di Scienze Cliniche di Intervento e Tecnologia
- Dipartimento di Scienze Cliniche, Ospedale Danderyd
- Dipartimento per la Salute Delle Donne e Dei Bambini
- Dipartimento di Medicina di Laboratorio
- Dipartimento di Apprendimento, Informatica, Management ed Etica
- Dipartimento di Medicina, Huddinge
- Dipartimento di Medicina, Solna
- Dipartimento di Biochimica Medica e Biofisica
- Dipartimento di Servizi Medici di Epidemiologia e Biostatistica
- Dipartimento di Microbiologia e Biologia delle Cellule Tumorali
- Istituto di Medicina Ambientale
- Dipartimento di Medicina e Chirurgia Molecolare
- Dipartimento di Neurobiologia, Scienze dell'Attenzione e Società
- Dipartimento di Neuroscienze
- Dipartimento di Odontoiatria
- Dipartimento di Oncologia, Anatomia Patologica

## Laureati famosi
- Hugo Theorell, vincitore del Premio Nobel 1955 per la Fisiologia o la Medicina
- Torsten Wiesel, vincitore del Premio Nobel 1981 in Fisiologia o Medicina
- Michael J. Fox, laurea honoris causa